# Abraço Coletivo
Abraço Coletivo é uma canção gravada pela cantora Claudia Leitte para o extended play Sette. Em geral, a canção recebeu críticas positivas. Alcançou o top 50 no ranking de canções mais baixadas na iTunes Store de Portugal.

## Composição
A canção é composição de Tierry Coringa e Samir. Anteriormente, Tierry compôs as canções "Cartório" e "Foragido" para Claudia Leitte. Samir trabalhou com Claudia Leitte nos singles "Largadinho" e "Tarraxinha". A canção que tem ritmo carnavalesco, fala sobre comemoração com diversas pessoas celebrando com um abraço coletivo.

## Recepção da crítica
A canção em geral foi bem recebida pela crítica especializada. Para Patrick Moraes da "Cuíra Musical", Abraço Coletivo tem uma suingueira pesada. Mauro Ferreira do site "Notas Musicais", definiu a canção como animado tema galopado, com a velocidade elétrica dos trios. Para o crítico a canção abarca tudo o que se espera no axé.